# Tề Đinh công
Tề Đinh công (chữ Hán: 齊丁公), tên thật là Khương Cấp (姜伋) hay Lữ Cấp (吕伋), là vị vua thứ hai của nước Tề - chư hầu nhà Chu trong lịch sử Trung Quốc.
Ông là con trai của Tề Thái công hay Khương Tử Nha – vua khai lập nước Tề, giúp đỡ quân Chu.

## Phò tá Thành vương
Trong thời Tây Chu , Vương tộc nhà Chu vẫn rất trang nghiêm, để ngăn các nước chư hầu không tuân lệnh và điều quân , người cai trị các nước chư hầu hoặc người thân của họ cần phải ở lại kinh đô của Thiên tử, và họ thực sự là con tin. Tại Cảo Kinh, ông tuân theo mệnh lệnh của
Thiên tử, giữ những chức vụ chính thức quan trọng, phò tá Chu vương cai trị các lãnh chúa phong kiến. Sau khi Chu Vũ vương mất,Thành vương kế vị, Chu công Đán và Thiệu công Thích vội vã đến Cảo Kinh để trợ giúp Thiên tử, và lệnh cho con trai cả ở lại ấp phong và canh giữ đất nước. Khương Tử Nha, ngược lại,để con trai thứ ba của mình Khâu Mục công để bảo vệ nước Tề, trong khi Khương Tử Nha và con trai cả Lã Cấp đến Cảo Kinh để trợ giúp Thành vương.  Mẹ ruột của Chu Thành vương là Ấp Khương , em gái của Lã Cấp, vì vậy Lã Cấp cũng là chú của Thành vương.

## Qua đời
Lịch kinh Thành vương, Khanh vương,  Chiêu vương tam triều trùng thần Lã Cấp, bệnh trùng khứ thế, do ngày chết thuộc “đinh ”, Chu Mục vương tiện theo triều Thương lễ nghi thụy pháp, tôn vy “Tề Đinh công ”. Do hai con trai đầu chết sớm, con thứ Lã Đắc kế vị tức Tề Ất công, một người con nữa của ông là Khương Hổ được phân phong làm vua nước Chương tức Chương Mục công, nước Chương truyền đến đời vua thứ 13 là Chương Hồ công Khương Tường thì bị chính người anh em của mình là nước Tề (thời Tề Hoàn công) tiêu diệt.